# غابة جوددائم
غابة جوددائم تقع شرق مدينة الزاوية الليبية بـ 3 كم وغرب مدينة طرابلس بـ 40 كم تقع على الطريق الساحلي وتطل على شاطيء البحر الأبيض المتوسط وتقع على خط عرض 73.’38 47° 32° وعلى خط طول 87. 24’ 49° 12
وهي من أهم مراكر تدريب الكشافة وهي أحد أملاك كشاف ومرشدات ليبيا حيث تم تخصيصها بتاريخ 24-8-1963 م من قبل وزارة الزراعة والغابات في ذلك الوقت. وتبلغ مساحتها أكثرمن 1 كم مربع تحديدا {110 هكتار} منها {94 هكتار} اشجار من الصنوبريات ابريه الورقة والتي يبلغ عددها تقريبا 60000 شجرة {11 هكتار}؛ ومساحة صخرية وهي الواقعة بين الغابة وشط البحر والتي أصبحت الآن مقاطع للحجارة «البلوك» وهذه المحاجر هي ثمرة تعاون إدارة الكشاف مع اتحاد الكرة للاستثمار المساحة الصخرية بالغابة، و{5 هكتار} للمباني والملاعب، وهي المسرح الروماني المفتوح الذي يتسع لـ 5000 شخص وملاعب رياضية لكرة القدم والطائرة والسلة ومسبح ومتنزه عائلي ومسجد ومركز إسعاف ومطعم. 
وتعتبر من أهم مراكز تخييم الكشافة في ليبيا منذ أوائل الستينات 
حيث احتضنت الغابة:
- المخيم العربي للكشافة السابع عام 1966 تحديدا يوم 12/8/1966 حيث افتتح المخيم ولي العهد في ذلك الوقت وقد شارك فيه أكثر من 3,000 كشاف من معظم الدول العربية
- والمخيم العربي للكشافة الرابع عشر عام 1980
- والمخيم العربي للكشافة الخامس عشر عام 1983
- والمخيم العربي السادس والعشرين عام 2004

وتستغل الغابة طيلة السنة للمخيمات التدريبية والنشاطات الكشفية للكشافين والمرشدات حيث يقدر عدد الكشافين والمرشدات المترددين علي الغابة 12000 كشاف ومرشدة سنويا من ليبيا وخارجها.
- والغابة من أهم الأماكن التي تقام بها مخيمات الجامعات حيث يبلغ عددهم سنويا 5000 طالب وطالبة من شهرمارس إلى شهر مايو.
- ورحلات المدارس والمؤسسات التعليمية بالمنطقة الغربية في ليبيا حيث يتجاوز عددهم 60000 تلميذ من شهر مارس إلى شهر مايو.
- وتفتح الغابة أبوابها في فصل الربيع أيام الجمعة وايام العطلات أبوابها للعائلات حيث يبلغ عددها 13000 عائلة في فصل الربيع.

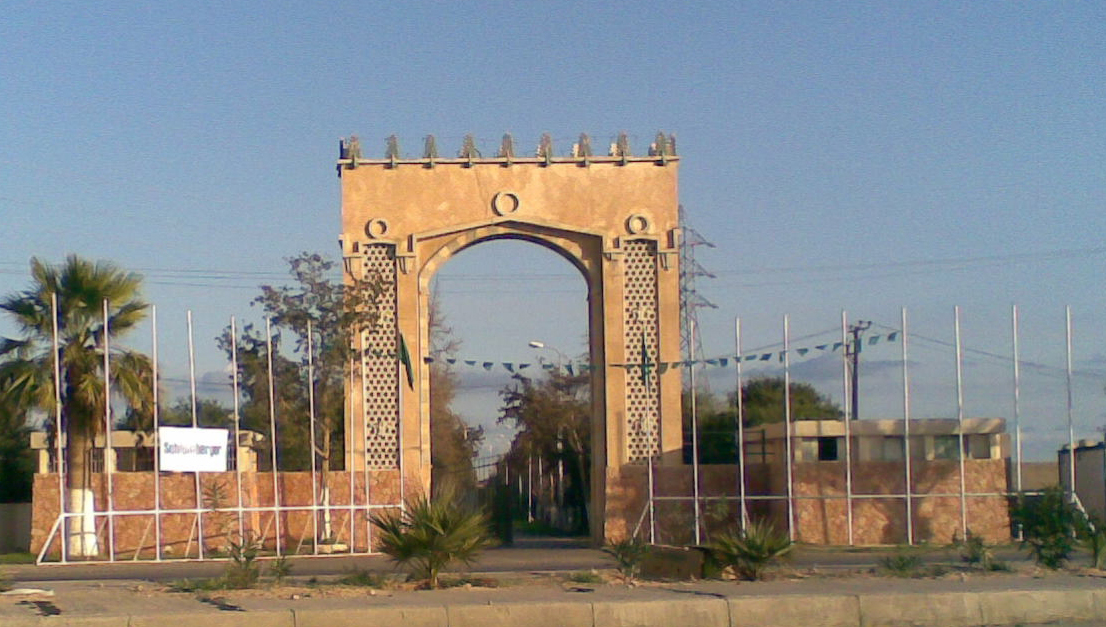
بوابة غابة جودائم

## أنظر أيضًا
- جوددائم
- الزاوية

## وصلات خارجية
- غابة جوددائم - منتدى الساحة الكشفية.